# 尤里夫卡 (卡扎京區)
49°44′58″N 28°28′22″E / 49.74944°N 28.47278°E
尤里夫卡（烏克蘭語：Юрівка），是烏克蘭的村落，位於該國西南部文尼察州，由赫米利尼克區負責管轄，始建於1841年，面積1.45平方公里，海拔高度276米，2001年人口672，人口密度每平方公里463.45人。